# Wysokie Dęby
Wysokie Dęby (prononciation : [vɨˈsɔkʲɛ ˈdɛmbɨ]) est un village polonais de la gmina de Ośno Lubuskie dans le powiat de Słubice de la voïvodie de Lubusz dans l'ouest de la Pologne.
Le village compte approximativement une population de 10 habitants.

## Histoire
Au cours du deuxième partage de la Pologne en 1793, le village est annexé par le Royaume de Prusse. (voir Évolution territoriale de la Pologne)
Après la Seconde Guerre mondiale, avec la mise en œuvre de la ligne Oder-Neisse, le village retourne à la République populaire de Pologne. La population d'origine allemande est expulsée et remplacée par des polonais.
De 1975 à 1998, le village appartenait administrativement à la voïvodie de Gorzów.

Depuis 1999, il appartient administrativement à la voïvodie de Lubusz